# Heinz Todtmann
Heinz Henry Todtmann (* 28. März 1908 in Breslau; † nach 1975) war ein deutsch-jüdischer Journalist und NS-Kollaborateur.

## Leben
Heinz Todtmann wurde als Sohn des jüdischen Kaufmanns Max Todtmann (* 1878) und seiner Gattin Bertha Brinitzer (* 1883) in Breslau geboren. Die Familie wohnte in den 1930er Jahren in der Berliner Str. 28 in Berlin-Pankow. Sein Vater war bis 1938 Eigentümer des Hauses, Betreiber einer Garage und einer Firma für Damenmäntel. Am 9. März 1935 heiratete Heinz Todtmann in Berlin Magda Seraphine Kabaker (* 1916). Seine Eltern emigrierten am 22. November 1940 über Kōbe (Japan) nach Los Angeles (Kalifornien). Ihr weiteres Schicksal in den Vereinigten Staaten ist unbekannt.
Heinz und Magda Todtmann flohen am 27. Mai 1939 nach Amsterdam, wo er sich als Journalist ausgab. Am 7. August 1939 emigrierte Magda weiter nach London, wo sie 1950 erneut heiratete und 1993 verstarb.
Der evangelisch getaufte Heinz Todtmann wurde am 17. Juli 1940 im Durchgangslager Westerbork interniert, wo er als jüdischer Adjutant des Lagerkommandanten und SS-Obersturmführers Albert Konrad Gemmeker den Dienstbereich I (Kommandantur) leitete. Etty Hillesum als Zeitzeugin und Auschwitz-Opfer beschrieb Todtmann in ihren Tagebüchern als „nicht so gefährlich wie [der jüdische Lagerleiter Kurt Schlesinger], aber genauso korrupt und sehr empfänglich für die weiblichen Reize“.
Im Frühjahr 1944 schrieb Todtmann auf Befehl Gemmekers das Drehbuch für einen vorgesehenen NS-Propaganda-Film über das Lager Westerbork, der allerdings nicht fertiggestellt wurde; 75 Minuten des Films haben sich über das Kriegsende hinaus erhalten. Der Film zeigte die Abfahrt eines Transports in die Konzentrationslager Auschwitz und Bergen-Belsen und beschönigte Szenen aus dem Alltagsleben des Lagers.
Das Durchgangslager Westerbork wurde am 12. April 1945 von Truppen der kanadischen Armee befreit. 1946 wurde ein Verfahren gegen Kurt Schlesinger und andere Funktionshäftlinge begonnen, aber eingestellt. Ob Todtmann sich unter den Angeklagten befand, ist unbekannt. Als de facto stellvertretender Leiter der korrupten deutsch-jüdischen Lagerverwaltung von Westerbork war Heinz Todtmann aktiv Beteiligter an der Deportation und Ermordung von mehr als 100.000 Juden.
Nach dem Krieg war er weiter als Journalist und Schriftsteller tätig. Als freier PR-Berater arbeitete er von 1947 bis 1957 in Hamburg unter anderem für die Volkswagen AG und Mannesmann, war Teilhaber einer Werbeagentur in Düsseldorf und leitete dann dort bis 1974 als Geschäftsführer die Informationsstelle Edelstahl, eine Gemeinschaftsorganisation der deutschen Stahlindustrie.

## Werke
- mit Alfred Tritschler: Kleiner Wagen in großer Fahrt. Ein Erlebnisbericht. Burda, Offenburg in Baden 1949 (Neuauflage: Delius Klasing, Bielefeld 2001, ISBN 3-7688-1321-5).
- mit Alfred Tritschler: Die Industrie der Zauberer. Steinebach, München u. a. 1952.
- Geboren im Feuer: Stahl. Ein Farbbilderbuch. Strache, Stuttgart 1956.
- So sehen und wissen wir mehr. C.-H.-F.-Müller-Aktiengesellschaft, Hamburg 1956.
- mit Fred Schmitz: Leben und weben. Ein hundertjähriges Werk mit 250 Jahren Tuchmachertradition. 1856–1956. Bartram, Neumünster 1956.
- mit Fred Schmitz: Daheim. 1907–1957. Hanseatische Druckanstalt, Hamburg 1957.
- Großes Werk für kleine Füsse. 50 Jahre Gustav Hoffmann Kleve. Hoffmann, Kleve 1958.
- Die große Ernte. Strache, Stuttgart 1961 (englisch: The great Harvest. ebenda 1961; italienisch: La gran cosecha. ebenda 1961).
- Pipelines. Ein Buch von Fernleitungen aus Stahlrohren. Franckh, Stuttgart 1962.
- Was wir tun und wie wir's machen. Beiersdorf-Aktiengesellschaft, Hamburg 1979.